# SIRI-Kommissionen
SIRI-Kommissionen var en dansk kommission der skulle "se nærmere på, hvad kunstig intelligens egentlig betyder for vores liv",
Kommission blev nedsat i sommeren 2016 efter initiativ af folketingsmedlem Ida Auken og formanden for IDA Thomas Damkjær Petersen,
og var opkaldt efter Apples digitale taleassistent Siri.
Kommissionen kom med anbefalinger i rapporten "AI, Medier og Demokrati. Sådan styrker vi vores demokratiske immunforsvar" og ved et møde i Fællessalen, Folketinget den 8 februar 2019.